# 丘杜姆瓦亞 (亞利桑那州)
丘杜姆瓦亞（英語：Chutum Vaya）是位於美國亞利桑那州皮馬縣的一個非建制地區。該地的面積和人口皆未知。

## 地理
丘杜姆瓦亞的座標為31°42′59″N 111°38′48″W / 31.71639°N 111.64667°W，而該地的平均海拔高度為1118米（即3668英尺）。